# San Fernando de Atabapo
Pour les articles homonymes, voir San Fernando et Atabapo.
San Fernando de Atabapo est une ville de la paroisse civile d'Ucata et chef-lieu de la municipalité d'Atabapo dans l'État d'Amazonas au Venezuela. En 2007, sa population s'élève à 15 000 habitants.

## Situation
La localité est située au confluent de trois cours d'eau : l'Orénoque, le río Guaviare et le río Atabapo.

## Galerie

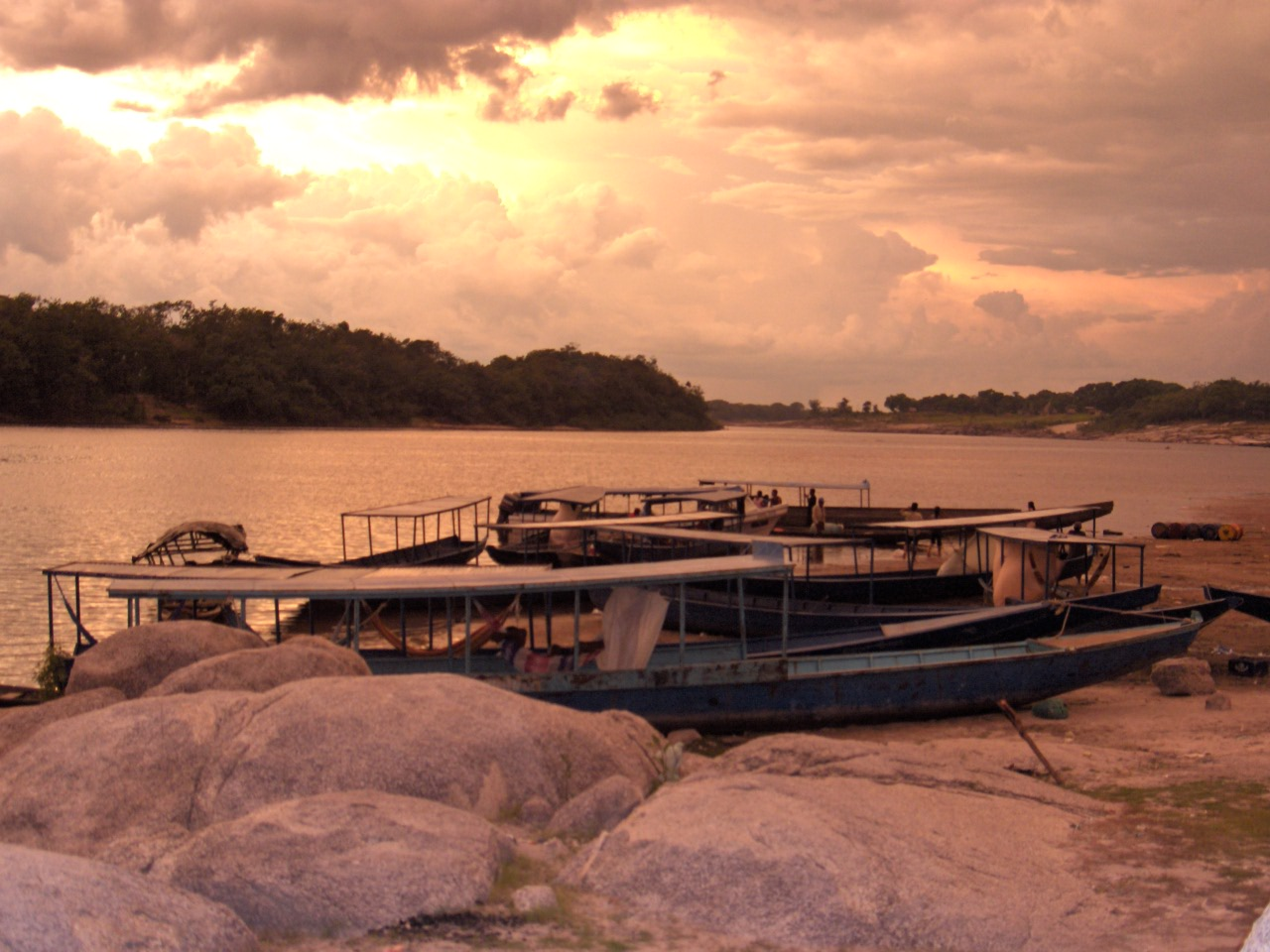
Port de San Fernando de Atabapo. Les embarcations sont nommées voladoras.
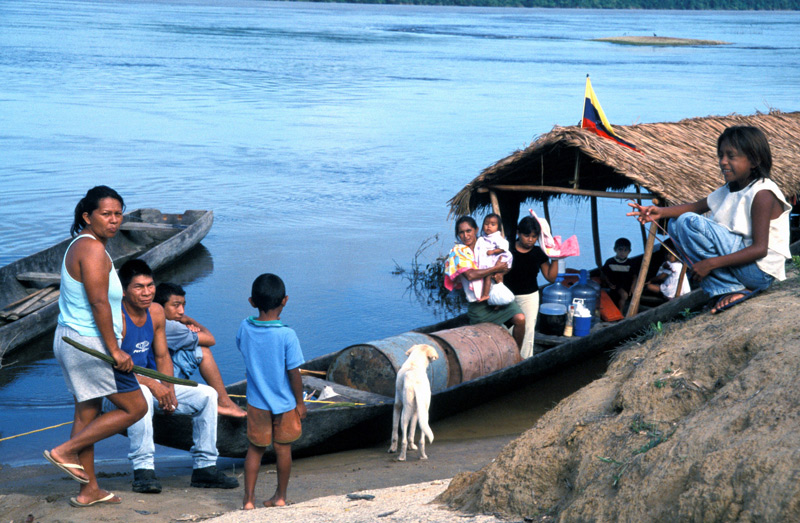
Les rives fluviales en 2002, scène de la vie quotidienne.
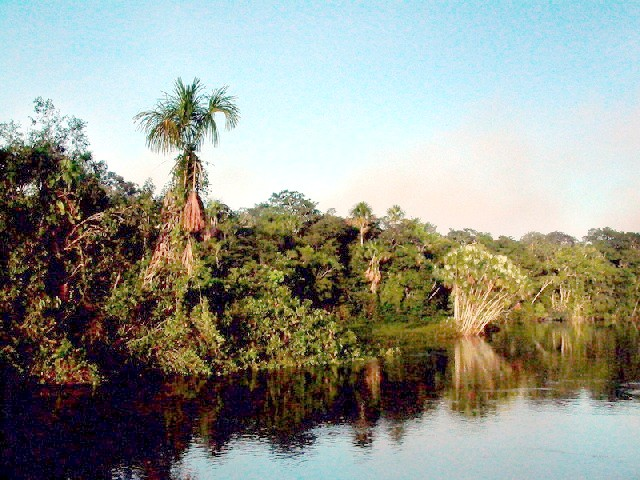
La nature au bord de l'eau en 2002.